# Liste des cathédrales du Paraíba
Cet article recense les cathédrales du Paraíba au Brésil.

## Généralités
Du point de vue de l'Église catholique, l'État du Paraíba est administré par un archidiocèse et quatre diocèses : on y compte cinq cathédrales.

## Liste
| Édifice                                   | Ville          | Juridiction         | Notes             | Coordonnées                       | Illus. |
| ----------------------------------------- | -------------- | ------------------- | ----------------- | --------------------------------- | ------ |
| Notre-Dame-de-Piété (id)                  | Cajazeiras     | Cajazeiras (pt)     |                   | 6° 53′ 12″ sud, 38° 33′ 28″ ouest |        |
| Notre-Dame-de-l'Immaculée-Conception (id) | Campina Grande | Campina Grande (pt) |                   | 7° 13′ 07″ sud, 35° 52′ 52″ ouest |        |
| Notre-Dame-de-Lumière (id)                | Guarabira      | Guarabira (pt)      |                   | 6° 51′ 19″ sud, 35° 29′ 20″ ouest |        |
| Notre-Dame-des-Neiges (pt)                | João Pessoa    | Paraíba             | Basilique mineure | 7° 06′ 55″ sud, 34° 53′ 04″ ouest |        |
| Notre-Dame-de-Guia (id)                   | Patos          | Patos (pt)          |                   | 7° 01′ 40″ sud, 37° 16′ 34″ ouest |        |